# Национален музикален театър „Стефан Македонски“
Националният музикален театър „Стефан Македонски“ е единственият театър в София, където от 106 години се играят оперети и мюзикъли. Намира се на бул. „Васил Левски“ №100. Негов патрон и първи директор е българският оперен певец Стефан Македонски.

## История
През 1917 г. Ангел Сладкаров създава първата професионална оперетна трупа. В нейния състав са артистите Генчо Марков, Донка Палазова, Иван Радев, Надя хаджи Иванова, Цветана Зографова, Цветана Руменова. Към трупата се създава хор от 30 души и балет, който е подготвян от Руска Колева. Представленията се изнасят на сцената на театър „Одеон“. Първото представление е „Маркиз Бонели“ от Рудолф Делингер, изнесено на 10 февруари 1918 г., с което се слага началото на професионалното оперетно изкуство в България.
На 5 декември 1918 г. е открит сезонът на новоизградения „Свободен театър“ с оперетата „Царицата на чардаша“. През 1919 г. е основан оперетният театър „Ренесанс“ с ръководители Кръстьо Сарафов и Петко Атанасов. На сцената му пеят Ангел Сладкаров, Асен Русков и Мими Балканска.
На 1 декември 1922 г. Ангел Сладкаров, Асен Русков, Матю Македонски и Мими Македонска основават „Кооперативен оперен театър“. Диригент е Илия Стоянов, а режисьор – Стоил Стоилов. На сцената се изявяват Петър Райчев, Роза Розенберг, Сава Огнянов, Стефан Македонски, Тинка Краева. За преводачи на текстовете са привлечени Михаил Кремен и Хенри Левенсон. През 1931 г. театърът гастролира в Цариград и Анкара, а през 1938 г. – в Белград, Загреб, Любляна, Сплит.
По-късно Мими Балканска става директор на новосъздадения „Художествен оперетен театър“, на чиято сцена играят Димитър Узунов, Илия Йосифов, Лиляна Барева, Мария Попова-Корели, Надя Шаркова, Райна Михайлова, Стефан Македонски.
С указ на правителството от 1947 г. оперетата е одържавена и е преименувана на „Народна оперета“. Неин директор е Асен Русков. С нов указ от 1948 г. е създаден Държавният музикален театър. Негов директор и художествен ръководител е Стефан Македонски. Главни диригенти са Руслан Райчев и Саша Попов, режисьор е Хрисан Цанков, а балетмайстор Фео Мустакова.
Сред най-известните оперетни артисти на Държавния музикален театър са Анета Цанкова, Стоян Коларов, Видин Даскалов, Лиляна Кисьова, Лиляна Кошлукова, Минко Босев, Арон Аронов, Петрана Ламбринова, Стефан Анастасов, Тинка Краева, Юлия Маринова, Христо Сарафов, Николай Борисов, Светлана Иванова, Калина Ангелова, Добрина Икономова, Пеньо Пирозов, Марияна Арсенова, Еделина Кънева, Александър Мутафчийски, Катерина Тупарова, Стефан Петков, Иван Панев, Румен Григоров, Лъчезар Лазаров и други.
Музикалният театър е наречен на Стефан Македонски – оперен певец, режисьор и музикален педагог. През октомври 2007 г. с романтичната опера „Любовта на боговете“ от Александър Йосифов се открива юбилейният му 60-и сезон.

## Директори
- Стефан Македонски (1948 – неизв.)
- проф. Арсени Лечев (1958 – 1962)
- Димитър Кожухаров
- Виктор Райчев (1962 – 1967)
- Петър Стойчев
- проф. Светозар Донев (1972 – 1978)
- Людмила Чешмеджиева (1991 – неизв.)
- Емил Бошнаков (1980 – 1992)
- Видин Даскалов (90-те)
- акад. Пламен Карталов (1990 – 1994)[1]
- Христо Христов
- проф. Светозар Донев (1996 – 2010)
- Тодор Димитров (2010 - 2013)[2]
- Марио Николов (2013 - 2016)[3]
- Марияна Арсенова (2016 – 2022)[4][5]
- Еделина Кънева (от 2022 г.)